# FC Rostov
FC Rostov (rusă Футбольный клуб "Ростов") este un club de fotbal rus din orașul Rostov pe Don, care evoluează în Prima Ligă Rusă. Echipa joacă pe stadionul Rostov Arena cu o capacitate de 45.000 de locuri.

## Istoric denumiri
Traktor (1930-1953)

Torpedo (1953-1957)

Rostselmash (1957-2003)

## Istoric evoluții
| Sezon   | Div. | Poz. | M  | V  | R  | Î  | GM | GP | P  | Cupă | Europa | Europa | Golgheter (campionat)    | Antrenor                                      |
| ------- | ---- | ---- | -- | -- | -- | -- | -- | -- | -- | ---- | ------ | ------ | ------------------------ | --------------------------------------------- |
| 1992    | 1st  | 8    | 26 | 8  | 7  | 11 | 22 | 28 | 23 |      |        |        | Tikhonov - 7             | Yulgushov                                     |
| 1993    | 1st  | 17   | 34 | 8  | 12 | 14 | 35 | 52 | 28 | R16  |        |        | Spanderashvili - 8       | Yulgushov                                     |
| 1994    | 2nd  | 2    | 42 | 27 | 8  | 7  | 92 | 44 | 62 | R16  |        |        | Maslov - 32              | Yulgushov                                     |
| 1995    | 1st  | 14   | 30 | 8  | 4  | 18 | 35 | 56 | 28 | R32  |        |        | Maslov - 18              | Yulgushov Andreev                             |
| 1996    | 1st  | 11   | 34 | 11 | 8  | 15 | 58 | 60 | 41 | R32  |        |        | Maslov - 23              | Andreev                                       |
| 1997    | 1st  | 13   | 34 | 9  | 14 | 11 | 34 | 38 | 41 | R16  |        |        | Gerasimenko - 8          | Andreev                                       |
| 1998    | 1st  | 6    | 30 | 11 | 11 | 8  | 42 | 38 | 44 | R32  |        |        | Matveev - 14             | Andreev                                       |
| 1999    | 1st  | 7    | 30 | 11 | 8  | 11 | 32 | 37 | 41 | QF   | UIC    | SF     | Pestryakov - 7           | Andreev                                       |
| 2000    | 1st  | 12   | 30 | 6  | 14 | 10 | 24 | 27 | 32 | R32  | UIC    | 3R     | Kirichenko - 14          | Andreev                                       |
| 2001    | 1st  | 12   | 30 | 8  | 8  | 14 | 29 | 43 | 32 | R32  |        |        | Kirichenko - 13          | Balakhnin Baidachny                           |
| 2002    | 1st  | 11   | 30 | 7  | 10 | 13 | 29 | 49 | 31 | R32  |        |        | Baba Adamu - 5           | Baidachny Balakhnin                           |
| 2003    | 1st  | 11   | 30 | 8  | 10 | 12 | 30 | 42 | 34 | RU   |        |        | Osinov - 7               | Balakhnin                                     |
| 2004    | 1st  | 12   | 30 | 7  | 8  | 15 | 28 | 42 | 29 | QF   |        |        | Perez - 5                | Shevchenko Balakhnin                          |
| 2005    | 1st  | 13   | 30 | 8  | 7  | 15 | 26 | 41 | 31 | R16  |        |        | Buznikin - 8             | Stepushkin Petrakov                           |
| 2006    | 1st  | 12   | 30 | 10 | 6  | 14 | 42 | 48 | 36 | R32  |        |        | Osinov - 12              | Balakhnin                                     |
| 2007    | 1st  | 16   | 30 | 2  | 12 | 16 | 18 | 44 | 18 | QF   |        |        | Osinov - 4 Kanyenda - 4  | Dolmatov                                      |
| 2008    | 2nd  | 1    | 42 | 29 | 9  | 4  | 78 | 29 | 96 | R16  |        |        | Osinov - 16              | Dolmatov                                      |
| 2009    | 1st  | 14   | 30 | 7  | 11 | 12 | 28 | 39 | 32 | R64  |        |        | Akimov - 6 Ahmetovic - 6 | Dolmatov                                      |
| 2010    | 1st  | 9    | 30 | 10 | 4  | 16 | 27 | 44 | 34 | R32  |        |        | Adamov - 8               | Protasov                                      |
| 2011-12 | 1st  | 13   | 44 | 12 | 12 | 20 | 45 | 61 | 48 | SF   |        |        | Adamov - 11              | Protasov Lyutyi Talalayev Balakhnin Baidachny |
| 2012-13 | 1st  | 13   | 30 | 7  | 8  | 15 | 30 | 41 | 29 | SF   |        |        | Holenda - 6              | Božović                                       |

## Palmares
- Prima Divizie Rusă (1): 2008

- Locul 2 (1): 1994

- Cupa Rusiei (1): 2014

- Finalistă (1): 2003

## Lotul actual
La 8 martie 2017 Conform site-ului Official Russian Premier League website Arhivat în 6 mai 2014, la Wayback Machine.
| Nr. |         | Poziție | Jucător            |
| --- | ------- | ------- | ------------------ |
| 1   | Rusia   | P       | Ivan Komissarov    |
| 2   | Belarus | M       | Timofei Kalachev   |
| 4   | Rusia   | F       | Vladimir Granat    |
| 5   | Rusia   | F       | Denis Terentyev    |
| 7   | Rusia   | A       | Dmitry Poloz       |
| 8   | Rusia   | M       | Igor Kireyev       |
| 11  | Rusia   | A       | Aleksandr Bukharov |
| 16  | Ecuador | M       | Christian Noboa    |
| 18  | Rusia   | M       | Pavel Mogilevets   |
| 19  | Rusia   | M       | Khoren Bayramyan   |
| 20  | Iran    | A       | Sardar Azmoun      |

| Nr. |                   | Poziție | Jucător            |
| --- | ----------------- | ------- | ------------------ |
| 23  | Slovenia          | F       | Miha Mevlja        |
| 28  | România           | M       | Andrei Prepeliță   |
| 30  | Rusia             | F       | Fyodor Kudryashov  |
| 33  | Ucraina           | A       | Marko Dević        |
| 35  | Rusia             | P       | Soslan Dzhanayev   |
| 44  | Spania            | F       | César Navas        |
| 77  | Rusia             | P       | Nikita Medvedev    |
| 84  | Republica Moldova | M       | Alexandru Gațcan   |
| 89  | Rusia             | M       | Aleksandr Yerokhin |

## Lotul de rezerve
| Nr. |       | Poziție | Jucător            |
| --- | ----- | ------- | ------------------ |
| 30  | Rusia | A       | Aleksandr Stepanov |
| 31  | Rusia | P       | Nikita Chagrov     |
| 32  | Rusia | M       | Artyom Linchenko   |
| 35  | Rusia | A       | Daniil Ostapenko   |
| 37  | Rusia | M       | Aleksandr Kogoniya |
| 39  | Rusia | F       | Andrei Demchenko   |
| 44  | Rusia | F       | Anton Smirnov      |
| 45  | Rusia | F       | Anton Lazutkin     |
| 46  | Rusia | F       | Nikita Kovalyov    |
| 47  | Rusia | M       | Andrei Sidenko     |
| 48  | Rusia | M       | Dmitri Mutyev      |
| 49  | Rusia | A       | Gennadi Kozlov     |

| Nr. |       | Poziție | Jucător               |
| --- | ----- | ------- | --------------------- |
| 53  | Rusia | M       | Dmitri Khristis       |
| 54  | Rusia | F       | Konstantin Kulabukhov |
| 56  | Rusia | M       | Vladislav Kamilov     |
| 57  | Rusia | M       | Ruslan Shapovalov     |
| 58  | Rusia | M       | Dmitri Kartashov      |
| 62  | Rusia | P       | Vladislav Suslov      |
| 64  | Rusia | A       | Andrei Fandeyev       |
| 68  | Rusia | F       | Andrei Zotov          |
| 71  | Rusia | M       | Maksim Miroshnichenko |
| 73  | Rusia | F       | Aleksandr Logunov     |
| 79  | Rusia | M       | Nikita Mitin          |
| 97  | Rusia | M       | Ivan Baklanov         |